# Klettbach
Klettbach település Németországban, azon belül Türingiában. Lakosainak száma 1266 fő (2023. december 31.). Klettbach Mönchenholzhausen, Bad Berka, Tonndorf, Nauendorf, Hohenfelden, Elleben és Kirchheim községekkel határos.

## Népesség
A település népességének változása:
| Lakosok száma | 1280 | 1296 | 1294 | 1292 | 1266 |
|               | 2017 | 2019 | 2021 | 2022 | 2023 |